# Tupolev Tu-114
Il Tupolev Tu-114 Russia (in cirillico Туполев Тy-114 Poccия, nome in codice NATO Cleat) - è un velivolo da trasporto civile a lungo raggio, sviluppato in Unione Sovietica negli anni cinquanta.
Sviluppato dal bombardiere strategico Tupolev Tu-95, era un quadrimotore turboelica con ala a freccia.
Il Tu-114 è stato in produzione negli anni tra il 1961 ed il 1965 presso l'impianto nº 18 delle industrie statali sovietiche, situato a Kujbyšev (l'odierna Samara); in tutto ne furono costruiti 31 esemplari.
Nel corso della sua vita operativa fece registrare ben 32 primati mondiali (in base a diversi parametri, per velocità, altezza e durata).

## Storia

### Sviluppo
Il progetto del Tu-114 ebbe inizio in seguito ad una richiesta delle autorità di governo emessa nel corso del 1955; nell'epoca della guerra fredda si richiedeva un velivolo in grado di stupire il mondo intero: l'autonomia doveva raggiungere gli 8 000 km trasportando 120 passeggeri (che potevano diventare almeno 170 in caso di tratte più brevi).
Come in altre occasioni, stanti le dimensioni previste per il velivolo, il progetto venne affidato all'OKB nº 156, diretto da Andrej Nikolaevič Tupolev che, anche in questo caso seguendo uno schema consueto, come base di partenza per la realizzazione del nuovo progetto, utilizzò un velivolo militare già esistente. I ristretti tempi richiesti per la realizzazione del progetto ed il vantaggio di poter impiegare una cellula già sperimentata condussero ad impiegare i progetti del Tupolev Tu-95 (che aveva volato per la prima volta nel novembre del 1952).
Per altro l'opportunità di avere come base una cellula di provata affidabilità, consentì ai progettisti di concentrare la propria attenzione su problematiche specifiche fino ad allora non note: valga ad esempio, la necessità di garantire un buon livello di comfort a 170 persone in un viaggio a 11 000 m d'altezza dentro un tubo metallico della lunghezza di 54 m.
Il primo prototipo del Tu-114 volò il 15 novembre 1957, mosso da 4 motori turboelica Kuznetsov NK-12MV in grado di sviluppare circa 15 000 shp (ma anche di produrre un rumore di circa 110 dB, in normali condizioni di volo).
La progettazione del velivolo ed il programma di prove di volo hanno visto il coinvolgimento di piloti dell'Aeroflot, le cui osservazioni venivano addirittura segnate da una stenografa e verificate periodicamente durante apposite riunioni tecniche.
Le prime apparizioni internazionali del Tu-114 suscitarono enorme impressione: dal volo del prototipo a New York (nel 1958, dove non fu possibile trovare una scala od un automezzo sufficientemente alti per giungere al portellone d'ingresso) alla partecipazione al Salone di Parigi (giugno 1959), fino al trasporto della delegazione sovietica a Washington guidata da Nikita Chruščëv (15 settembre 1959).

### Impiego operativo
Il primo servizio di linea venne effettuato dall'Aeroflot il 24 aprile 1961, tra Mosca e Chabarovsk: la distanza di 6 800 km venne coperta nel tempo record di 8 ore e 15 minuti.
A partire dal 1963 i Tu-114 vennero impiegati per i collegamenti con L'Avana e con Delhi, mentre nel 1965 vennero inaugurate le rotte verso Accra e Montréal. Altri collegamenti che videro impegnati i Tu-114 furono quelli verso Parigi e verso Belgrado.
Nel corso del 1967 l'Aeroflot e la JAL si accordarono per gestire in collaborazione il collegamento tra Mosca e Tokio: in questo caso i Tu-114 vennero approntati in una configurazione da 105 passeggeri, mentre esternamente portavano le insegne delle due compagnie di bandiera; il primo volo ebbe luogo il 17 aprile 1967.
I Tu-114 furono gradatamente ritirati dal servizio a partire dal 1971 e l'ultimo volo di linea ebbe luogo nel corso del 1976.

#### Voli per l'Avana
Nel corso del 1962, stante l'embargo imposto dagli Stati Uniti nei confronti del regime Cubano, tra le mosse dell'Unione Sovietica per instaurare buoni rapporti con Cuba, vi fu l'inaugurazione dei voli di linea tra Mosca e L'Avana operati con i Tupolev Tu-114. Il primo volo ebbe luogo il 10 luglio 1961 e, come scalo tecnico intermedio venne utilizzato l'aeroporto di Conakry (Guinea). Nel contesto della Guerra Fredda però il governo statunitense fece pressioni nei confronti delle autorità guineane, affinché tale sosta venisse impedita. Dopo l'effettuazione di quattro soli voli la sosta dei Tu-114 fu effettivamente negata, ufficialmente poiché la pista dell'aeroporto non era in grado di sopportare pesi superiori alle 150 tonnellate. A seguito del venir meno dell'autorizzazione della Guinea, lo scalo venne spostato dapprima a Dakar (Senegal), poi ad Algeri, ma sempre con il medesimo epilogo dovuto alle pressioni politiche statunitensi.
I sovietici optarono quindi per il volo non-stop: la base di partenza del volo venne quindi spostata a Murmansk e la rotta proseguiva poi lungo le coste della Finlandia, della Norvegia, dell'Inghilterra per procedere poi in direzione dell'Islanda e compiere la traversata atlantica verso le coste della Groenlandia, del Canada e degli Stati Uniti, per giungere sullo spazio aereo cubano nei pressi di Varadero.
La cadenza del volo era settimanale ed il primo collegamento lungo questa rotta (che durava complessivamente 10 900 km) avvenne il 7 gennaio 1963 e durò complessivamente 13 ore e 55 minuti.
Al fine di ottenere il massimo risparmio di combustibile il volo avveniva a quote molto elevate; tuttavia in un paio di occasioni (a causa delle condizioni climatiche avverse) si resero necessarie soste presso la base aerea di Nassau (Bahamas): pur in un clima internazionale non idilliaco, ai velivoli venne prestata debita assistenza. In altre occasioni i piloti sovietici ebbero però a lamentarsi del mancato funzionamento di alcuni radiofari lungo la costa atlantica.
Questi voli proseguirono almeno fino al 1968.

## Descrizione tecnica

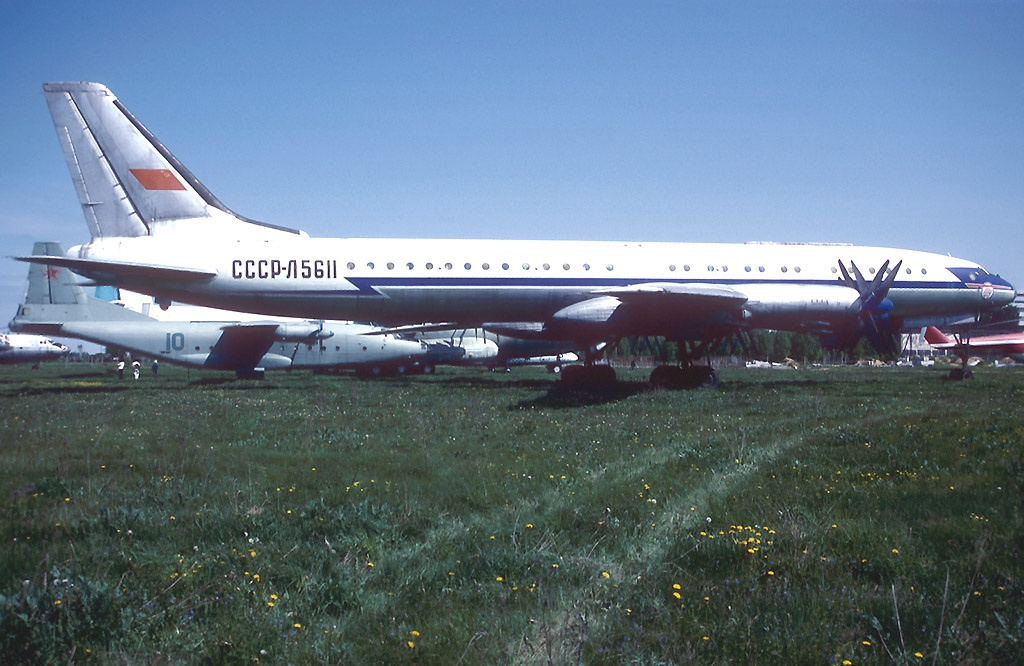
Un Tupolev Tu-114 (Cleat) al Museo centrale della Federazione Russa delle aeronautiche militari (Mosca).

Sostanzialmente il Tu-114 riprendeva la configurazione del Tu-95 dal quale derivava: in particolare venivano riproposta l'ala a freccia (con i suoi 35°) e la motorizzazione affidata a 4 turboeliche Kuznetsov NK-12MV da 15 000 hp, ciascuna azionante una coppia di eliche quadripala controrotanti.
Al contrario la fusoliera era completamente ridisegnata e fu uno dei principali elementi caratteristici del velivolo: divisa in due ponti, ospitava al piano superiore i passeggeri (erano previste tre configurazioni che, a seconda della lunghezza della rotta, potevano ospitare 120, 170 o 220 persone), mentre sul ponte inferiore erano situate la cucina ed il vano bagagli.
Solamente nei tre esemplari della versione Tu-114D la fusoliera era la medesima del Tu-95: con numero di passeggeri ridotto a 60 unità e grazie a serbatoi supplementari di combustibile che garantivano un'autonomia di 10 000 km, questi velivoli vennero adibiti al collegamento tra Mosca e L'Avana.
Al momento della sua entrata in servizio, il Tu-114 era il più grande e pesante aereo commerciale del mondo ed in tal senso sarebbe stato superato, solamente negli anni settanta, dal Boeing 747.

## Versioni
- Tu-114: versione principale di produzione. I dati produttivi non sono certi, ma probabilmente venne costruita in 31 unità (tra il 1961 ed il 1965) che furono impiegate sia dall'Aeroflot che dalla V-VS.
- Tu-114D (дальний, dal'nij, a lungo raggio): versione con capacità ridotta e serbatoi supplementari. Vennero impiegati dall'Aeroflot sulla rotta Mosca-L'Avana. Prodotta in soli 3 esemplari, da non confondere con il Tu-116 (Tu-114D).

## Paesi utilizzatori
Unione Sovietica
- Sovetskie Voenno-vozdušnye sily

## Compagnie utilizzatrici
Unione Sovietica
- Aeroflot

 Giappone
- Japan Airlines